# Ган, Александр Фёдорович
Александр Фёдорович Ган (нем. Alexander Hahn; 1809—1895) — генерал от инфантерии, член Военного совета, русский военачальник и государственный деятель.

## Семья
Происходил из древнего прибалтийского рода, представители которого перебрались в Россию в пятидесятых годах XVIII века из Мекленбурга; родился 7 (19) июля 1809 года в семье коллежского советника (с 1840 — тайный советник, член главноуправления над Почтовым департаментом) Фёдора Августовича Гана (Friedrich August Hahn; 1767—1851) и Гертруды Вильгельмины Августы, урождённой фон Штрюк (von Stryk; 1778—1841). Старшим сыном в этой семье был Евгений (1807—1874), ставший впоследствии сенатором Российской империи; младший сын — Константин (1820—1903).

## Карьера
Окончил с серебряной медалью Лицейский Благородный пансион, начал службу 25 декабря 1828 года прапорщиком в лейб-гвардии Финляндском полку, с которым в 1831 г. участвовал в усмирении Польского восстания и отличился в деле при селе Рудки и штурме Варшавы. Наградами ему за эти дела стали ордена св. Анны 4-й степени (1831 г.) и 3-й степени с бантом (1832 г.), а также знак отличия за военное достоинство «Virtuti militari» 4-й степени (1831 г.).
В 1841 году Ган перешёл в Полоцкий егерский полк. С 1843 года командовал 4-м (затем переименованным в 1-й) стрелковым батальоном, в 1844 году был произведён в подполковники. В 1850 году, произведённый в полковники, был назначен командиром Брянского егерского полка. 26 ноября 1853 года Ган, за беспорочную выслугу 25 лет в офицерских чинах был награждён орденом св. Георгия 4-й степени (№ 9060 по кавалерскому списку Григоровича — Степанова).
С Брянским полком Ган принял участие в Крымской войне, сперва на турецком театре под Силистрией, где был контужен, а потом в Севастополе на Малаховом кургане, где был тяжело ранен в голову.
Награждённый за боевые подвиги в Севастополе орденом св. Владимира 3-й степени и чином генерал-майора (26 августа 1857 года), Ган в 1860 г. был назначен состоять при главнокомандующем 1-й армии, в 1861 г. — её дежурным генералом, а затем, в том же году, начальником штаба Киевского военного округа. Ган принял участие в усмирении польского мятежа в пределах Киевской и Волынской губерний и был произведён 26 декабря 1863 года в генерал-лейтенанты; в 1866 г. был назначен начальником 23-й пехотной дивизии, в 1867 г. — начальником местных войск Московского военного округа, в 1875 г. — начальником 17-й пехотной дивизии. За это время Ган получил ордена св. Станислава 1-й степени (1860 г.), св. Анны 1-й степени (1862 г., императорская корона к сему ордену пожалована в 1867 г.), св. Владимира 2-й степени (1869 г.), Белого Орла (1871 г.) и св. Александра Невского (1875 г.).
С началом русско-турецкой войны 1877—1878 гг. Ган был назначен командиром XIII армейского корпуса, во главе которого и отправился на европейский театр войны с Турцией, где оставался до октября 1877 г., принимая участие в боевой деятельности Рущукского отряда.
30 октября 1877 году Ган был назначен членом Александровского комитета о раненых, 16 апреля 1878 года был произведён в генералы от инфантерии и назначен членом Военного совета, а в 1880 году — директором Николаевской Чесменской богадельни. В 1882 году ему были пожалованы алмазные знаки к ордену Св. Александра Невского.
Своей семьи не имел. Умер в Санкт-Петербурге 7 (19) марта 1895 года; был похоронен на Волковом лютеранском кладбище.

## Литературная деятельность
Ганом были написаны: «Заметки к воспоминаниям очевидца о польской смуте» («Русская старина», 1875, № 12); «Воспоминания Брянца из боевой жизни под Севастополем» (в сборнике под редакцией Н. Ф. Дубровина «Рукописи о Севастопольской обороне»); «Заметки по поводу статьи „Из воспоминаний севастопольца“» («Военный сборник», 1872, № 2) и две статьи об «Истории лейб-гвардии Уланского Его Величества полку» Всеволода Крестовского («Московские ведомости», 1876, № 225 и «Русский мир», 1876, № 145).